# Баланово (Болгарія)
Бала́ново (болг. Баланово) — село в Кюстендильській області Болгарії. Входить до складу общини Дупниця.

## Населення
За даними перепису населення 2011 року у селі проживали 363 особи, з них 354 особи (99,7%) — болгари.
Розподіл населення за віком у 2011 році:
Динаміка населення: